# Fiat CR.20
Die Fiat CR.20 war ein italienisches Doppeldecker-Jagdflugzeug der 1920er- und frühen 1930er-Jahre. Es wurde auch in diverse Länder in Europa und Übersee exportiert.

## Geschichte
Der Erstflug des von Ingenieur Celestino Rosatelli entworfenen Jägers erfolgte am 19. Juni 1926. Die Maschine war eine wichtige Entwicklungsstufe von der Fiat CR.1 zur Fiat CR.32 und wurde von einem wassergekühlten V-Motor Fiat A.20 angetrieben.
Das Flugzeug wurde außerdem nach Österreich, Ungarn, Litauen, Polen und Spanien verkauft.

## Einsatz
Italien setzte die Maschinen zu Beginn des Abessinienkrieges offensiv ein, in den späten 1930er-Jahren wurden sie dann nur noch für Ausbildungs- und Kunstflugzwecke eingesetzt. Fünf oder sechs nach Paraguay verkaufte Exemplare wurden im Chacokrieg eingesetzt.

## Varianten
Die ab 1930 hergestellte CR.20bis unterschied sich von der Standardvariante nur durch ein modifiziertes Fahrwerk.
Wichtige Varianten waren das Wasserflugzeug CR.20 Idro und die CR.20 Asso mit einem 450 PS leistenden Motor von Isotta Fraschini.

## Militärische Nutzer
- Königreich Italien: Regia Aeronautica
- Litauen
- Österreich: Bundesheer (1927–1938)
- Paraguay
- Polen
- Spanien
- Ungarn

## Technische Daten der Standardvariante

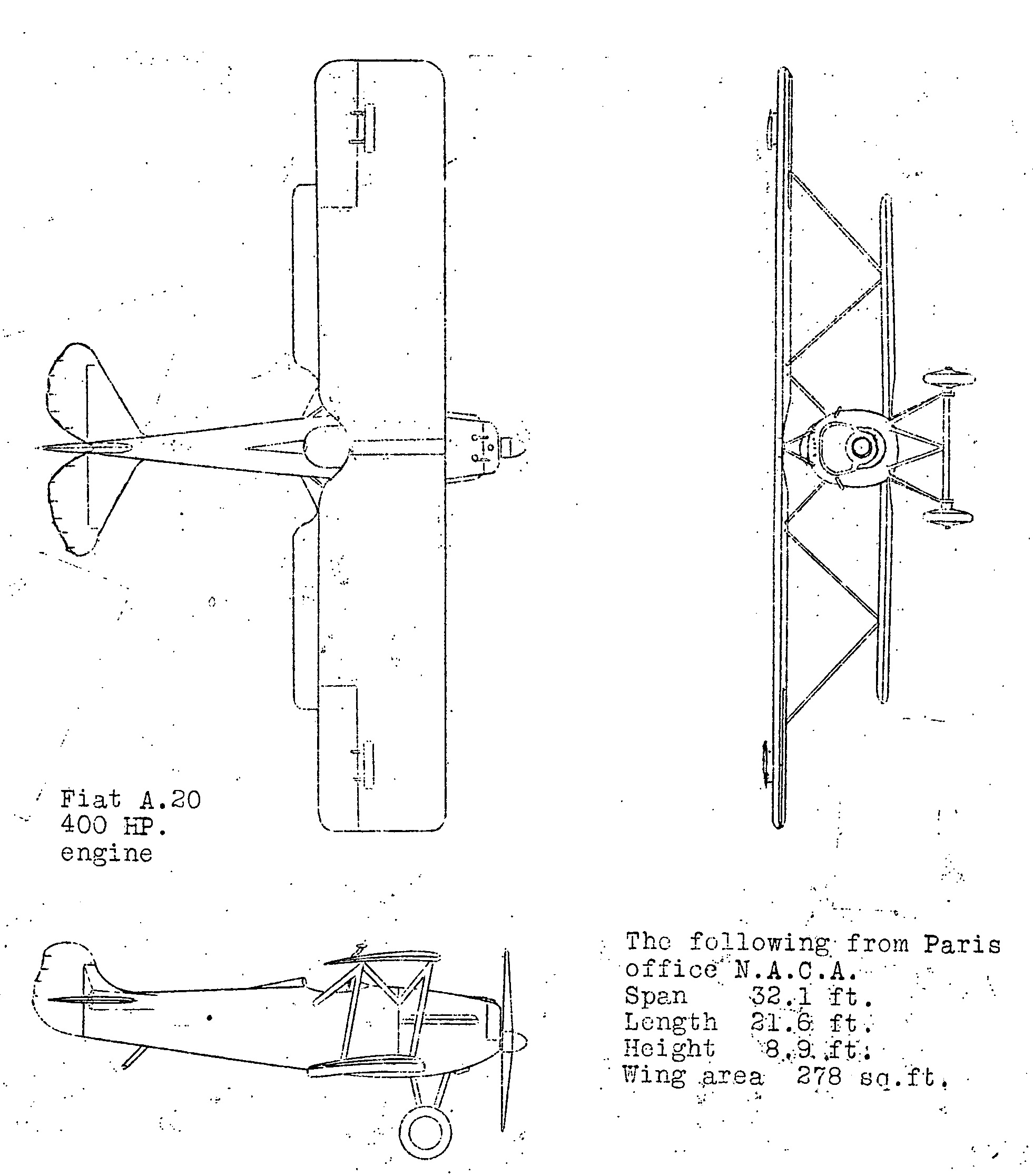
Dreiseitenriss

| Kenngröße             | Daten                             |
| --------------------- | --------------------------------- |
| Besatzung             | 1                                 |
| Länge                 | 9,80 m                            |
| Spannweite            | 7,71 m                            |
| Höhe                  | 2,79 m                            |
| Flügelfläche          | 25,50 m²                          |
| Leermasse             | 970 kg                            |
| max. Startmasse       | 1390 kg                           |
| Reisegeschwindigkeit  | 240 km/h                          |
| Höchstgeschwindigkeit | 270 km/h                          |
| Dienstgipfelhöhe      | 7900 m                            |
| Reichweite            | 750 km                            |
| Triebwerke            | 1 × Fiat A.20 mit 331 kW (450 PS) |